# 梅尔特洛赫
梅尔特洛赫（德語：Mertloch，德語發音：[ˈmɛʁtˌlɔx]）是德国莱茵兰-普法尔茨州的市镇，属于迈恩-科布伦茨县。该市镇总面积为10.28平方千米，截至2023年12月31日总人口为1,350人。

## 地理
梅尔特洛赫位于波尔希以南三公里處的一個山谷中，诺特河位于城镇南部。

## 歷史
梅尔特洛赫在964年首次在一份文件中被提及，當時的名字叫。这个地方属于明斯特高等法院，从13世纪到15世纪是都一直是佩伦茨法院的一部分。18世纪末，其一直是獨立的主权国家。19世纪，它成為了特里尔选侯国的一部分，并受明斯特迈费尔德府的管理。 1787年時該地有368名居民。

## 人口
梅尔特洛赫的人口變化
| 年份 | 居民  |
| ---- | ----- |
| 1815 | 582   |
| 1835 | 733   |
| 1871 | 809   |
| 1905 | 827   |
| 1939 | 878   |
| 1950 | 1.052 |
| 1961 | 927   |

| 看分 | 居民  |
| ---- | ----- |
| 1970 | 994   |
| 1987 | 1,047 |
| 1997 | 1,381 |
| 2005 | 1,482 |
| 2011 | 1,401 |
| 2017 | 1,374 |
| 2022 | 1.375 |

## 政治

### 市議會
梅尔特洛赫的市議會由16名議員組成。

### 市長
马蒂亚斯·达门 (Matthias Dahmen) 於2019年成为梅尔特洛赫市長，其在2019年5月26日的直选中獲得79.83%得票率當選五年市長。